# 1941 год в СССР

## Февраль
- 24 февраля — Сдан в эксплуатацию Краматорский завод тяжёлого станкостроения
- 27 февраля — Сдана в эксплуатацию прямая радиотелефонная линия Москва — Камчатка протяженностью 6789 км

## Март
- 1 марта — Первый полёт Су-6
- 16 марта — Присуждение первых Сталинских премий
- 28 марта — Образован Народный комиссариат резиновой промышленности СССР

## Апрель
- 1 апреля — Инцидент в Фынтына-Албэ
- 5 апреля — Договор о ненападении с Королевством Югославии
- 13 апреля — Пакт о нейтралитете между СССР и Японией
- 14 апреля — Открыта Долина гейзеров

## Май
- 6 мая — И. В. Сталин назначен председателем СНК СССР

## Июнь
- 5 июня — Образован Народный комиссариат станкостроения СССР
- 11 июня — Первый полёт МиГ-5
- 22 июня
  - Нападение Германии на СССР
  - Принятие Указа Президиума ВС СССР о мобилизации. Мобилизация начата с 23 июня 1941 года. Мобилизации подлежали родившиеся с 1905 по 1918 год.
  - Образован Западный фронт
  - Образован Юго-Западный фронт
  - Начало Белостокско-Минского сражения
  - Начало обороны Брестской крепости
  - Начало Июньского восстания
  - Начало Обороны Львова
- 23 июня
  - Упразднён Главный военный совет СССР
  - Образована Ставка Верховного главнокомандования СССР
  - Создан Совет по эвакуации при СНК СССР.
- 24 июня
  - Основано Совинформбюро
  - Образован Северный фронт
- 25 июня — Сформирован Южный фронт
- 25 июня — 1 июля — Воздушная операция ВВС РККА против Финляндии
- 26 июня
  - Подвиг Гастелло
  - Танковый таран Богачёва[1]
- 29 июня
  - Начало Мурманской операции
  - Принятие директивы СНК СССР О мобилизации всех сил и средств на разгром фашистских захватчиков
  - Принятие постановления Политбюро ЦК «Об организации партизанского движения на оккупированных противником территориях»
- 29—30 июня — Оборона Риги
- 30 июня
  - Учреждён Государственный комитет обороны
  - Утверждён общий мобилизационный народнохозяйственный план

## Июль
- 3 июля — Выступление Сталина по радио. Провозглашён лозунг «Всё для фронта! Всё для победы!»
- 4—5 июля — Залещицкая трагедия
- 7 июля — Начало Киевской стратегической оборонительной операции
- 10 июля — 10 сентября — Смоленское сражение
- 11 июля — Начало эвакуации промышленных предприятий.
- 12 июля — Соглашение между правительствами СССР и Великобритании о совместных действиях в войне против Германии
- 18 июля
  - Введение карточной системы на продукты питания в Москве, Ленинграде и их пригородах
  - Соглашение между СССР и Чехословакией о помощи и поддержке в войне против гитлеровской Германии[2]
  - Гибель ленинградских детей на станции Лычково
- 19 июля — И. В. Сталин занял пост Народного Комиссара обороны СССР
- 30 июля — Соглашение Сикорского — Майского

## Август
- 7 августа — 5 сентября — Бомбардировки Берлина
- 8 августа — И. В. Сталин назначен верховным главнокомандующим
- 10 августа — Мобилизация военнообязанных 1904—1890 годов рождения и призывников 1922—1923 годов рождения на территории отдельных областей и районов
- 14 августа — Сформирован Брянский фронт
- 16 августа
  - Приказ Ставки Верховного Главного Командования об ответственности военнослужащих за сдачу в плен и оставление врагу оружия
  - Заключено Соглашение между СССР и Соединённым Королевством о взаимных поставках, кредите и порядке платежей
- 23 августа — Северный фронт разделён на Ленинградский и Карельский фронты
- 25 августа — 17 сентября — Иранская операция
- 30 августа — 6 сентября — Ельнинская операция

## Сентябрь
- 3 сентября — Послание Сталина Черчиллю об открытии второго фронта[3]
- 4 сентября — Созданы Воздушно-десантные войска СССР
- 8 сентября — Начало Блокады Ленинграда
- 11 сентября
  - Создан Народный комиссариат танковой промышленности СССР
  - Расстрел под Орлом
- 17 сентября — При попытке эвакуации из Ленинграда затонула баржа № 752. Погибло более 685 чел.
- 18 сентября — Начало формирования Советской гвардии
- 29 сентября — 1 октября — Конференция представителей СССР, США, Великобритании о военных поставках (Москва)
- 30 сентября — Начало Битвы за Москву

## Октябрь
- 15 октября — Постановление ГКО об эвакуации Москвы
- 15—17 октября — Московская паника
- 18 октября — Арест группы разведчиков в Японии, в том числе Рихарда Зорге
- 19 октября — Образован Калининский фронт
- 20 октября — В Москве введено осадное положение
- 25 октября — Создан Комитет по эвакуации из прифронтовой полосы продовольствия, сырья и оборудования легкой и пищевой промышленности
- 30 октября — Начало Обороны Севастополя
- Введение карточной системы на продукты питания во всех городах
- Из Челябинского тракторного завода и семи других эвакиурованных заводов в Челябинске образован Танкоград.

## Ноябрь
- 7 ноября
  - Парад на Красной площади. Выступление И. В. Сталина
  - Действие закона о ленд-лизе распространено на СССР

## Декабрь
- 5 декабря — Начало контрнаступления под Москвой
- 26 декабря — Работники оборонных предприятий приравнивались к мобилизованным на весь период войны. Самовольное покидание рабочего места каралось как дезертирство.
- 26 декабря — 2 января 1942 — Керченско-Феодосийская десантная операция
- 27 декабря — Введена в строй первая очередь железнодорожной линии Сталинград — Владимировка с целью эвакуации населения и промышленных предприятий
- Введение карточной системы на продукты питания на территории всей СССР

## Без точной даты
- Расстрелы заключённых НКВД и НКГБ
- Созданы Бурлаг, Свободлаг

## В культуре
Премьеры фильмов: 
- 23 января — «Суворов»
- 7 апреля — «Богдан Хмельницкий»[4]

## Родились
- 26 июня — Тамара Москвина, советская фигуристка, советский, российский тренер по фигурному катанию на коньках. Шестикратная чемпионка СССР, вице-чемпионка мира и Европы[5]
- 17 августа — Николай Губенко, актёр, кинорежиссёр
- 24 ноября — Александр Масляков, руководитель и ведущий телепередачи «КВН»[6]

## Умерли
- 11 сентября — Мария Спиридонова, революционерка
- 26 октября — Аркадий Гайдар, писатель, журналист
- 16 ноября — Василий Клочков, политрук
- 29 ноября — Зоя Космодемьянская, разведчик